# Romuald Traugutt

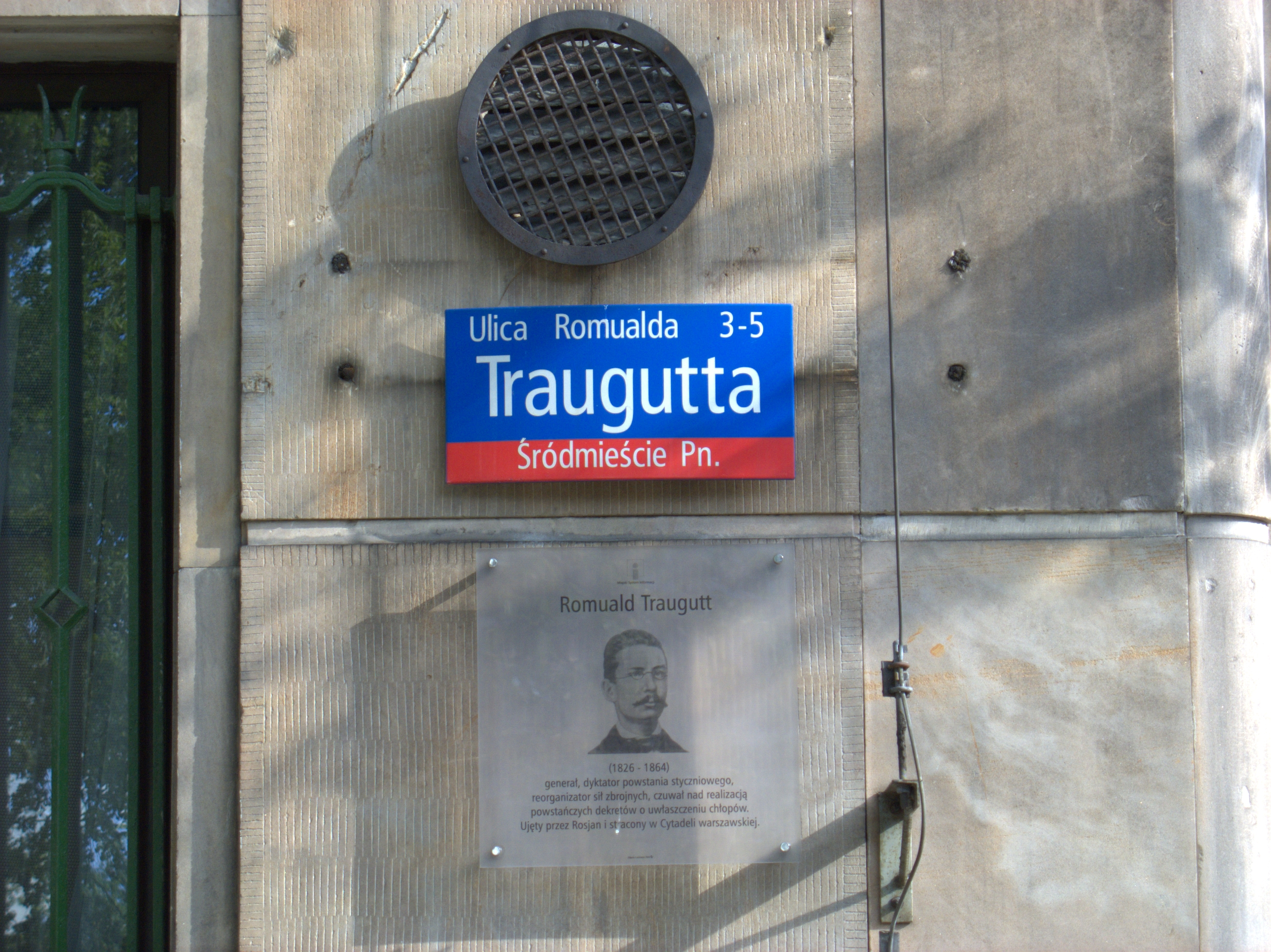
Ulica Romualda Traugutta w Warszawie

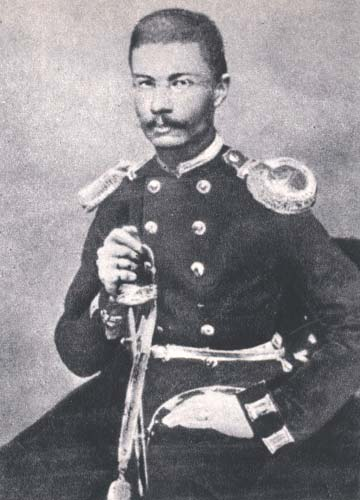
Romuald Traugutt w mundurze armii rosyjskiej

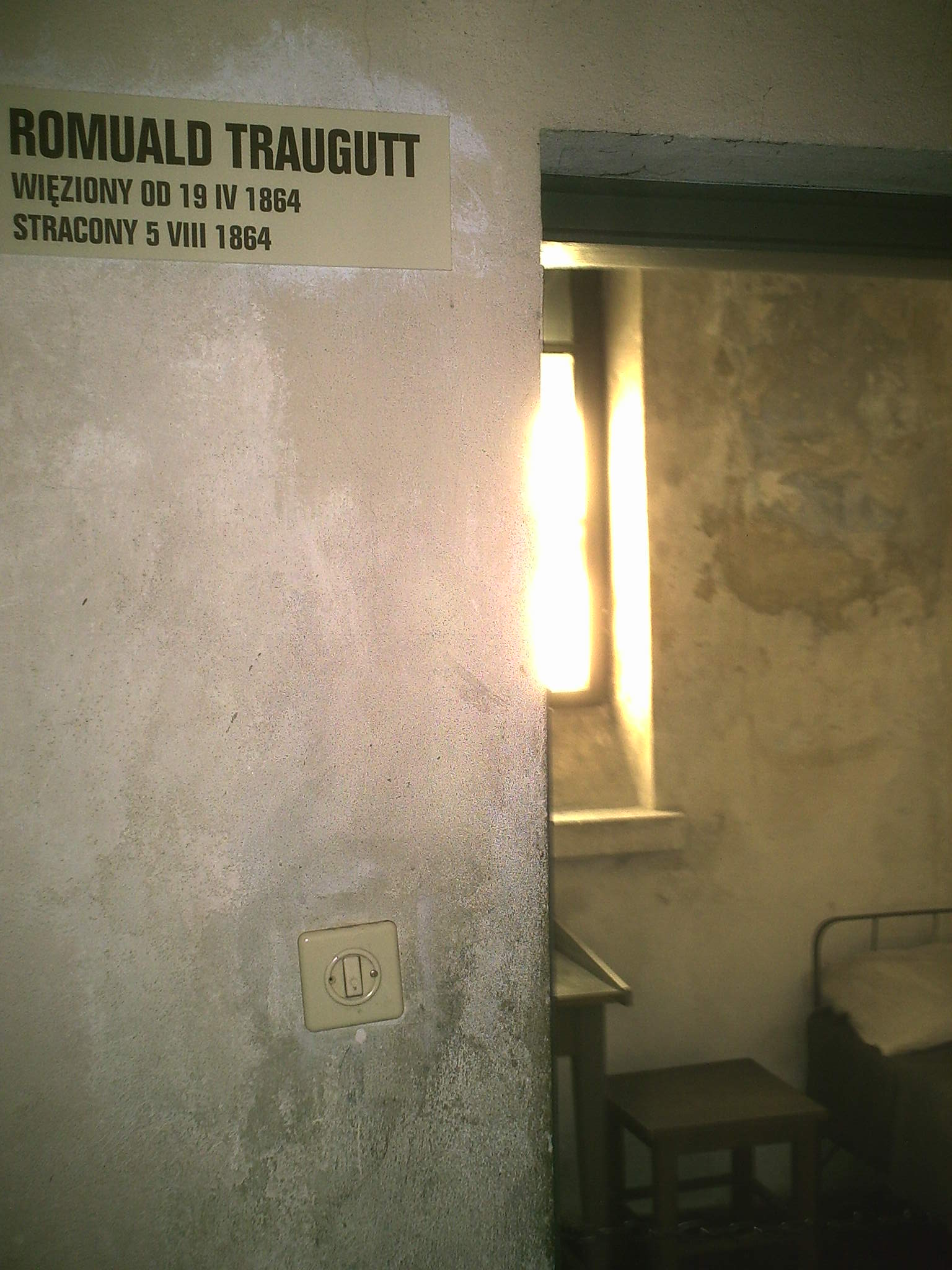
Wejście do celi Traugutta w X Pawilonie Cytadeli Warszawskiej

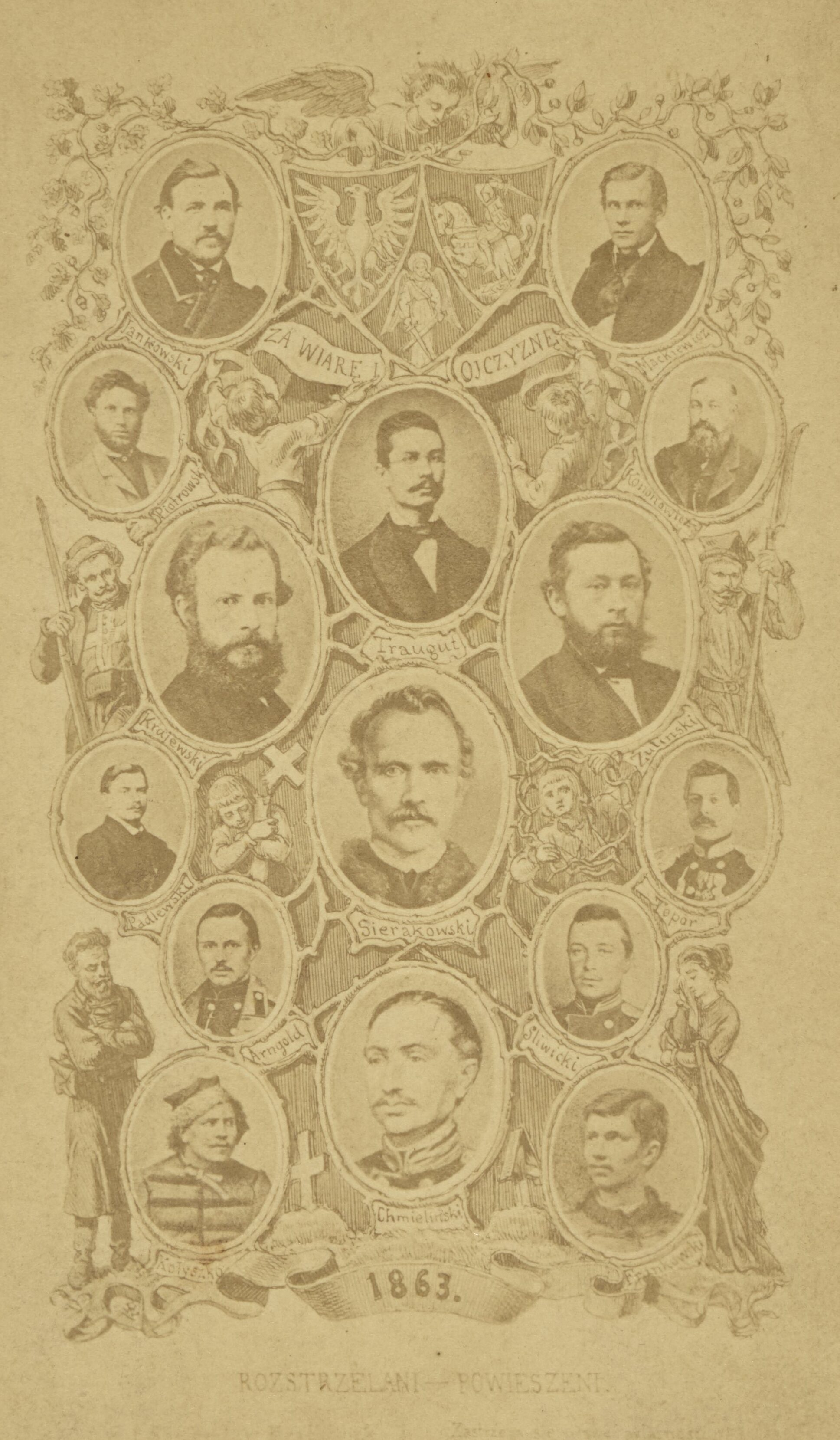
Za Wiarę i Ojczyznę 1863 rozstrzelani i powieszeni – ilustracja Awita Szuberta. W środku Romuald Traugutt

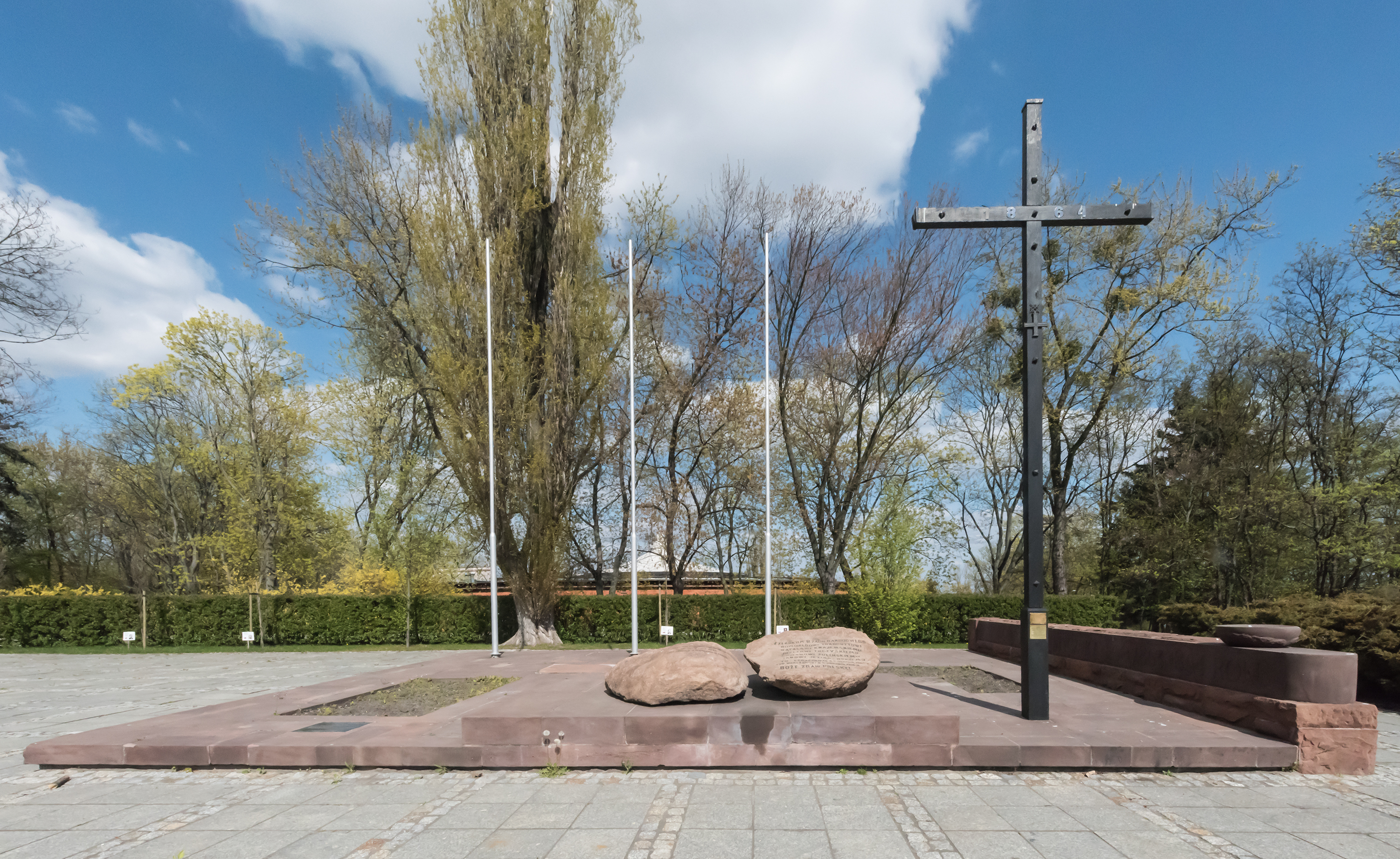
Upamiętnienie w miejscu stracenia członków Rządu Narodowego w powstaniu styczniowym: Romualda Traugutta, Rafała Krajewskiego, Józefa Toczyńskiego, Romana Żulińskiego i Jana Jeziorańskiego, park im. Romualda Traugutta w Warszawie

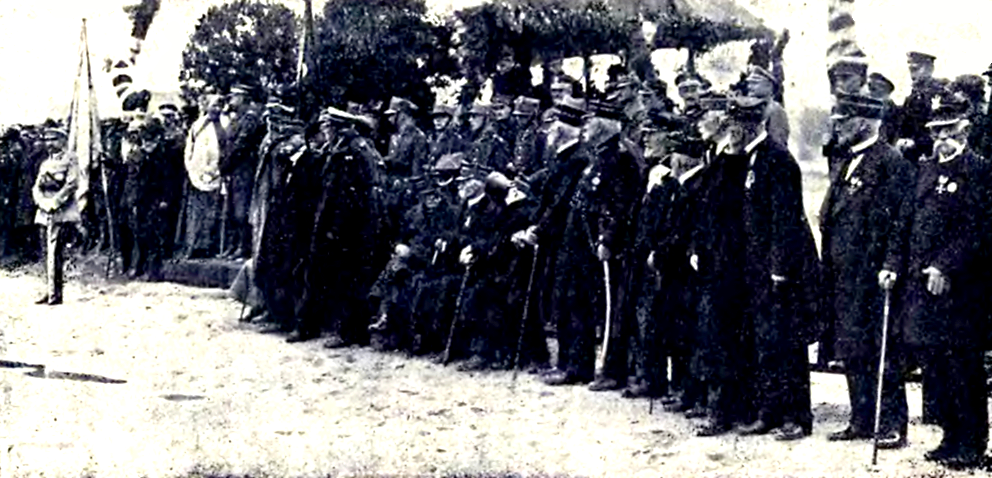
Nadanie Orderów Virtuti Militari żyjącym weteranom powstania styczniowego przez Naczelnika Państwa Józefa Piłsudskiego na stokach Cytadeli Warszawskiej w rocznicę stracenia Romualda Traugutta 5 sierpnia 1921

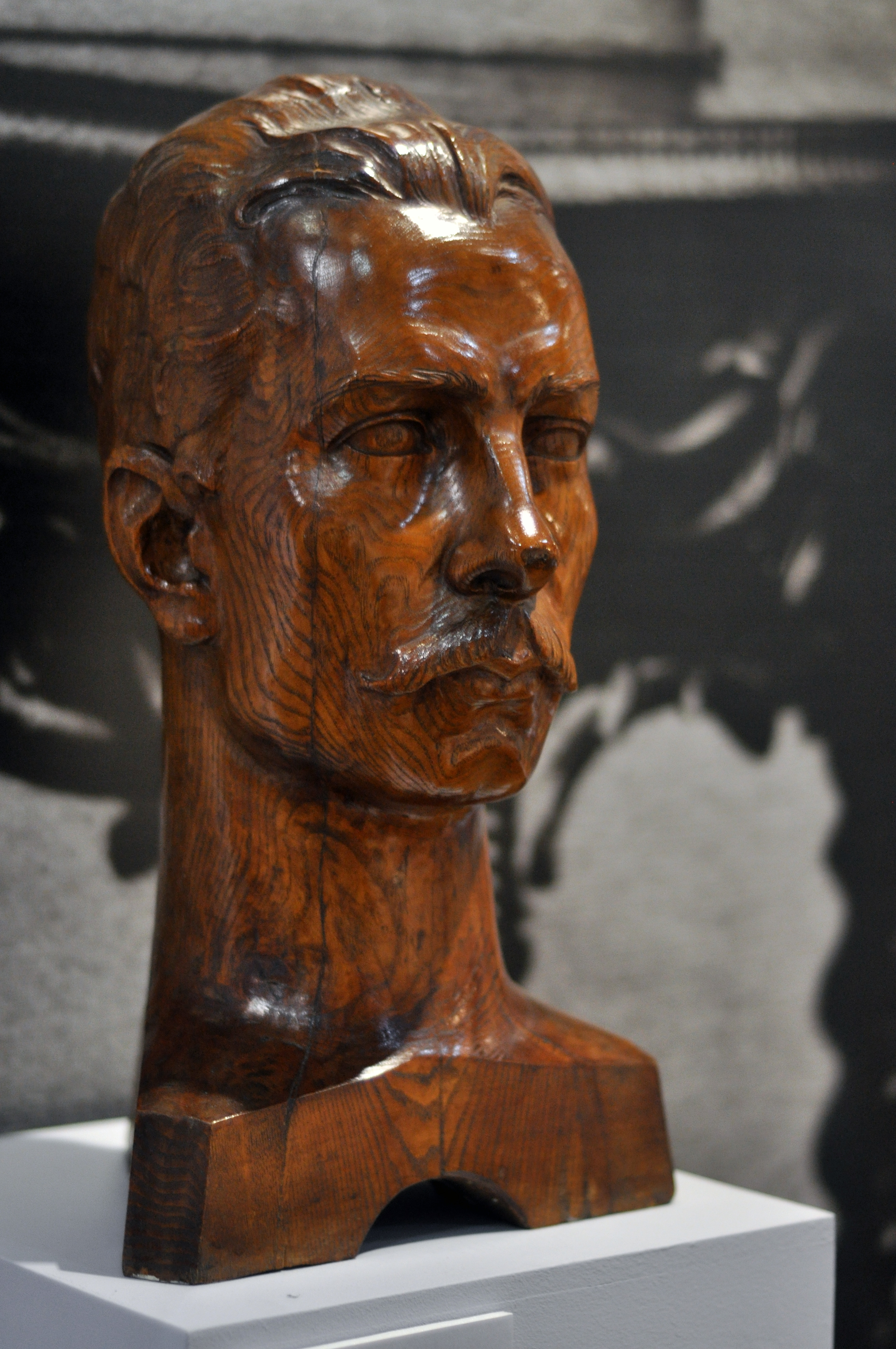
Romuald Traugutt, rzeźba Tadeusza Bylewskiego (1925 r.) w zbiorach Muzeum Wojska Polskiego w Warszawie

Pomnik Romualda Traugutta w Świsłoczy, 1928

Romuald Traugutt ps. „Michał Czarnecki” (ur. 16 stycznia 1826 w Szostakowie, zm. 5 sierpnia 1864 w Warszawie) – polski generał, dyktator powstania styczniowego, wcześniej naczelnik wojenny powiatu kobryńskiego.

## Wczesne lata i służba w armii rosyjskiej
Urodził się 16 stycznia 1826 roku w Szostakowie. Miejscowość ta leżała wówczas w granicach Imperium Rosyjskiego, wchodząc w skład guberni grodzieńskiej. Dzisiaj znajduje się na Białorusi. Był synem Ludwika i Alojzy z Błockich. Jego rodzina od strony ojca, niemieckiego pochodzenia, przybyła do Polski w XVIII w. w czasach saskich. Największy wpływ na jego wychowanie wywarła jednak babka, Justyna Błocka, która wpajała Romualdowi wartości patriotyczne (jego matka zmarła, kiedy miał 2 lata). W 1836 roku rozpoczął naukę w gimnazjum w Świsłoczy, którą ukończył w 1842 z dobrymi wynikami (srebrny medal za naukę i świadectwo dojrzałości dające prawo do 14. stopnia służbowego). Następnie próbował dostać się na studia. Od najmłodszych lat pragnął dostać się do Instytutu Inżynierów Dróg Komunikacyjnych w Petersburgu. Jednakże instytut uległ reorganizacji i Traugutt nie został przyjęty. Nie bez znaczenia był również jego wiek.

### Kampania na Węgrzech i inne
W grudniu 1844 zdał egzamin na junkra do saperów, a w styczniu 1845 rozpoczął wojskowy staż w Żelechowie. Tam uczył się w szkole oficerskiej, pod kierownictwem pułkownika Franciszka Justa. Zakończeniem trzyletniego kursu był egzamin oficerski w Petersburgu, na który został wysłany z sześcioma towarzyszami. Traugutt zdał na stopień celujący, a w lutym 1848 roku już w stopniu chorążego, wrócił do Żelechowa. Na miejscu dowiedział się, iż jego batalion zostanie wykorzystany do stłumienia rewolucji na Węgrzech, która wybuchła w czasie trwania Wiosny Ludów. Oddział Traugutta wszedł w skład armii dowodzonej przez Iwana Paskiewicza. Swój marsz przez Kraków, Nowy Targ, Karpaty na Węgry rozpoczął w maju 1849 roku. W czerwcu do Traugutta dotarła wiadomość o śmierci ojca. Armia rosyjska, w skład której wchodził batalion saperów Traugutta, w czasie kampanii na Węgrzech walczyła m.in. z oddziałami wspieranymi przez Legiony Polskie. Sam Traugutt brał udział w bitwach pod Preszowem (8–12 czerwca), Koszycami (15 czerwca), Gyöngyös (29 czerwca), Vac (3–5 lipca), Temeszwarem (9 sierpnia) i Világos (13 sierpnia). Po zakończeniu działań zbrojnych, 6 października oddział Traugutta wrócił w granice Królestwa Polskiego. Na terytorium polskie wkroczył niedaleko wsi Krasków.
25 lipca 1852 roku Romuald Traugutt wziął w Warszawie ślub. Jego wybranką była Anna Emilia Pikel, której ojciec był jubilerem z Warszawy. Rok przed ślubem Pikel musiała zmienić wyznanie (przedtem była luteranką), pragnąc wziąć ślub z rzymskim katolikiem. Zamieszkali w Żelechowie, gdzie spędzili następne dwa lata. W tym czasie Traugutt został doceniony za militarne sukcesy na Węgrzech, za co otrzymał nowe mieszkanie, nagrodę pieniężną 245 rubli srebrnych, a także Order św. Anny II klasy. 28 lipca 1853 roku w Dęblinie urodziła im się córka Anna Innocenta (po mężu Korwin Juszkiewicz, zm. 5 czerwca 1938).

### Wojna z Turcją
Tymczasem wybuchł nowy konflikt, tym razem z Turcją. 1 grudnia 1853 roku Traugutt został wysłany na południowy wschód. Jego oddział przemaszerował przez Mołdawię, Wołoszczyznę, a 11 kwietnia dotarł na Krym. Tam otrzymał zadanie ufortyfikowania twierdzy Silistra. Później brał udział w działaniach zbrojnych podczas oblężenia Sewastopola. Następnie Traugutt został przeniesiony do Kwatery Głównej w Sewastopolu, a potem w Bakczysaraju. Przebywał tam do 20 marca 1856. 26 czerwca 1857 roku został awansowany na sztabskapitana, następnie został adiutantem Sztabu Głównego Armii Drugiej.

### Dalsza kariera wojskowa
25 lipca 1856 przybył do Odessy, gdzie dołączyła do niego najbliższa rodzina – żona, babka i córka. Zamieszkali razem w Charkowie, gdzie Traugutt został skarbnikiem i egzekutorem komisji ds. likwidacji spraw i rachunków głównego sztabu i intendentury byłej Drugiej Armii. 28 kwietnia 1857 roku to data narodzin drugiej córki oficera, Alojzy, która otrzymała imię na cześć matki Romualda (była nauczycielką dykcji i deklamacji, zm. 26 sierpnia 1907). W 1858 został skierowany do sztabu cesarskiego w dziale inżynierii. Wiązało się to z koniecznością zamieszkania w Petersburgu. Tam też podjął się prowadzenia wykładów w wyższej szkole wojskowej. 1 stycznia 1859 roku za wcześniejsze sukcesy i sumienną pracę otrzymał kolejne wyróżnienie – został odznaczony Orderem św. Anny III klasy. W tym samym roku jego żona powiła bliźnięta, chłopca i dziewczynkę. Radość zakłóciła śmierć babki, Justyny, która zmarła w listopadzie 1859. Kolejny rok to seria ciosów dla Traugutta – kolejno zmarli jego najbliżsi: najmłodsza córka Justyna (październik 1859), żona Anna (1 stycznia 1860) i syn Konrad (maj 1860). Po tych wydarzeniach przeżył załamanie nerwowe, pragnąc dojść do siebie wyjechał do majątku w Białej (obok wsi Dziahelec), pozostającego w rękach siostry, Alojzy Juszkiewiczowej. Później przejął majątek pozostawiony mu przez zmarłego ojca chrzestnego w Ostrowiu i Zabawie.
W tym samym roku poznał Antoninę Kościuszkównę, blisko spokrewnioną z Tadeuszem Kościuszką – była wnuczką jego brata. Wkrótce poprosił ją o rękę i 13 czerwca 1860 wzięli ślub w Kłopcinie. W tym czasie Traugutt nosił się już z decyzją o konieczności zakończenia służby w wojsku carskim. Był w ogólnie złej kondycji fizycznej. Pojawiły się też pogłoski o zbliżającym się wybuchu powstania narodowowyzwoleńczego. 14 czerwca 1862 Romuald Traugutt został zwolniony z armii rosyjskiej. Dosłużył się stopnia podpułkownika. Zachował prawo do noszenia munduru i otrzymywał roczną pensję w wysokości 230 rubli srebrnych. W tym samym czasie w Kobryniu zmarł dwuletni syn Traugutta, Roman.

## Działalność powstańcza
Do czasu proklamowania powstania na Litwie (marzec 1863), Traugutt nie wyrażał chęci brania udziału w życiu politycznym. W poglądach zbliżony był jednak do stronnictwa białych, choć działania przez niego podejmowane odzwierciedlały raczej program czerwonych. Gdy powstanie wybuchło, sąsiedzi z Ostrowia namawiali go do objęcia komendy nad lokalnymi oddziałami. Traugutt nie był pośród nich szczególnie popularną osobą, ale większość znała jego dawne zasługi wojenne. Przez długi czas odmawiał przystąpienia do powstania styczniowego. Wszedł do walki w kwietniu 1863 roku. Objął dowództwo nad oddziałem kobryńskim, z którym m.in. urządził 17 maja udaną zasadzkę na oddział rosyjski pod Horkami. Stoczył jeszcze kilka potyczek. Ostatnia miała miejsce 13 lipca pod Kołodnem i zakończyła się porażką. W lipcu 1863 przebywał w majątku Elizy Orzeszkowej w Ludwinowie pod Kobryniem. Później Traugutt postanowił udać się do Warszawy. Wyjeżdżając od rodziny oświadczył, że udaje się do siostry, nie wyznając bliskim o niebezpieczeństwie mu grożącym.

### Dyktatura
W stolicy Królestwa stawił się przed Wydziałem Wojny Rządu Narodowego, do którego dyspozycji się oddał. 15 sierpnia otrzymał awans na generała. Następnie został wysłany do Paryża, gdzie miał szukać możliwości pozyskania pomocy dla powstańców ze strony Francji. Misja nie przyniosła jednak sukcesu. Po powrocie udało mu się uzyskać poparcie stronnictwa białych, którzy wysunęli jego kandydaturę na dyktatora powstania. Po upadku Rządu Narodowego czerwonych 17. października 1863 Romuald Traugutt został dowódcą powstania.
Jego przywództwo miało charakter tajny. Siedzibą dyktatora było mieszkanie przy ul. Smolnej 3 (w ówczesnym jej dolnym ciągu, obecnie jest to okolica ulicy Czerwonego Krzyża), a sam Traugutt przybrał pseudonim Michał Czarnecki. Przyjął również wymyśloną tożsamość konspiracyjną, podając się za kupca pochodzącego z Galicji. Traugutt podjął się próby reorganizacji sił powstańczych i przekształcenia słabo uzbrojonych i luźno zorganizowanych oddziałów partyzanckich w regularną armię. 27 grudnia 1863 wydał dekret powołujący delegatów terenowych w celu uwłaszczenia chłopów. Jako jeden z głównych celów wskazywał także konieczność poprawy sytuacji finansowej oddziałów powstańczych. Jego zabiegi o udzielenie pożyczki w kraju i za granicą skończyły się jednak niepowodzeniem. Prowadził także szeroko zakrojoną politykę zagraniczną. Najpierw próbował uzyskać pomoc militarną od krajów Europy Zachodniej. Kiedy okazało się, iż nadzieje na to były zupełnie bezpodstawne, nawiązał kontakty z innymi europejskimi rewolucjonistami. Korespondował m.in. z Giuseppe Garibaldim. Mimo swej głębokiej religijności i słania listów do papieża Piusa IX z prośbą o apostolskie błogosławieństwo, sprzeciwiał się wysyłaniu do Rzymu funduszów, które miały przyspieszyć kanonizację błogosławionego Jozafata Kuncewicza.

### Śmierć
Traugutt został aresztowany przez rosyjską policję w nocy z 10. na 11. kwietnia 1864 o 2. nad ranem w swojej warszawskiej kwaterze w mieszkaniu Heleny Kirkorowej (wydany przez Artura Goldmana). Początkowo przetrzymywany był na Pawiaku, a później więziono go w X Pawilonie Cytadeli Warszawskiej. Próbowano wydobyć z niego informacje dotyczące dowództwa powstania, jednak Traugutt nie wydał nikogo. W czasie jednego z przesłuchań miał wypowiedzieć słynne zdanie: 
Idea narodowości jest tak potężną i czyni tak wielkie postępy w Europie, że ją nic nie pokona.
19 lipca Audytoriat Polowy wydał wyrok. Traugutt został zdegradowany i skazany na karę śmierci. Wyrok wykonano przez powieszenie w okolicy Cytadeli Warszawskiej 5 sierpnia 1864 w obecnym Parku Traugutta koło Fortu Legionów o 10 rano. Razem z nim stracono: Rafała Krajewskiego, Józefa Toczyskiego, Romana Żulińskiego i Jana Jeziorańskiego. Pierwszy krzyż i istniejący do dziś pamiątkowy głaz ustawiono tutaj już w 1916 r. Cztery lata później, o czym informuje napis na drugim kamieniu – pochowano tu pięć znalezionych w pobliżu czaszek. Dzisiejszy wygląd miejsce to zawdzięcza warszawskim rzemieślnikom z Cechu Krawców i Rzemiosł Włókienniczych, którzy w 1971 r. sfinansowali budowę murków i schodów. Ostatnim gestem przed śmiercią było ucałowanie krzyża, podczas gdy zebrany trzydziestotysięczny tłum śpiewał pieśń Święty Boże.
Po egzekucji Traugutta władze carskie zamierzały zabrać jego córki do internatu instytutu w Moskwie i poddać rusyfikacji, jednak odłożono to wobec choroby ich macochy. Potem tej sprawy nie podjęto i córki mogły kształcić się w Warszawie oraz w Paryżu.
Zmarli powstańcy 1863 roku zostali odznaczeni przez prezydenta RP Ignacego Mościckiego 21 stycznia 1933 roku Krzyżem Niepodległości z Mieczami.

## Legenda Traugutta
Zaraz po śmierci dyktatora zaczął kształtować się swoisty kult jego osoby. Wielu świadków jego egzekucji przyrównywało tę śmierć do męki Chrystusa. We wrześniu 1864 roku w piśmie polskim Ojczyzna wydawanym w Szwajcarii po raz pierwszy pojawiły się nekrologi poświęcone Trauguttowi wskazujące, iż prowadził on życie prawdziwie święte. Opisywany był jako osoba niezłomna i dokonująca nadludzkich wysiłków, m.in. w pamiętnikach Juliana Łukaszewskiego (1870), pismach Stanisława Koźmiana, Walerego Przyborowskiego, a nawet doceniającego jego religijność rosyjskiego historyka powstania Nikołaja Wasiljewicza Berga. Legendę Traugutta kontynuowała obszerna biografia pióra bliskiego dyktatorowi Mariana Karola Dubieckiego, wydana w 1894 roku w Galicji. Legenda Traugutta znajdowała wciąż nowych zwolenników również w XX wieku. Jednym z nich był m.in. Józef Piłsudski. Za swego patrona Traugutta obierały sobie grupy o skrajnie różnych poglądach; jego imię nosiły oddziały Armii Krajowej i Ludowego Wojska Polskiego.
Jako niezapomnianego męża walczącego o „triumf idei chrystusowej” przedstawił Marian Dubecki Traugutta w książce Bohaterski naczelnik powstania styczniowego Romuald Traugutt. Śmierć wspomnianego naczelnika jest w tekście zawoalowana dostojnością i mistycyzmem.
W ciągu dwudziestolecia międzywojennego zostały wydane dramaty nawiązujące do męczeńskiej legendy Traugutta. Należy do nich składająca się z pięciu aktów historia opowiadająca o powstańczej działalności Traugutta do momentu uwięzienia w Cytadeli Traugutt: Sześć chwil z życia bohatera (1919) autorstwa Janusza Sariusza Kamockiego. Traugutt występuje w powyższym dramacie jako idealny bohater cierpiący za ojczyznę, a podlegli mu żołnierze w postaciach bezwzględnie oddane swojemu wodzowi. Śmierć Traugutta została przyrównana przez Kamockiego do śmierci samego Chrystusa. Innym dziełem z udziałem dyktatora jest dramat Jana Rzewnickiego 1863. Obrazy sceniczne z powstania styczniowego (1930). Przedostatnia scena zatytułowana Zwiastowanie opisująca gotowość Traugutta do objęcia rządów nawiązuje do biblijnego zwiastowania. Ostatnia scena, ukazująca śmierć bohatera, posługuje się motywem „krzyża-szubienicy”.
W latach 50. XX wieku pojawiła się Ballada o śmierci Romualda Traugutta autorstwa Marka Antoniego Wasilewskiego oraz Śmierć Traugutta Leopolda Lewina. W obu tekstach występuje symbolika religijna, a śmierć dyktatora jest przyrównywana do śmierci Chrystusa na Golgocie. W roku 1963 powstał wiersz Antoniego Bogusławskiego Traugutt, w którym autor nie szczędzi tytułowemu bohaterowi pochwał i przedstawia go jako postać bez skazy.
Postać Traugutta pojawia się także w poezji i prozie współczesnej. Europa nie pozwoli Janusza Dankowskiego jest przykładem powieści, w której przebieg powstania styczniowego został zmarginalizowany, ale ogrom klęski został przedstawiony przez pryzmat śmierci Traugutta. Dyktator powstania styczniowego występuje też we współczesnej poezji, np. w wierszu Michała Zielińskiego Romuald Traugutt czy Stanisława Grochowiaka Gest. Wyrażają ogromny żal po stracie Traugutta. W przypadku pierwszego wiersza podkreślają to słowa takie jak „Ból głuchy zatłukł w mury Cytadeli” (…) I dzwonek smętny zadzwonił na wieży”. Postać tytułowa podlega hiperbolizacji w pierwszym i drugim wierszu, który także przedstawia śmierć Traugutta w postaci wydarzenia pięknego i wzniosłego.

### Dążenie do beatyfikacji
Myślano o poczynieniu starań w celu wszczęcia procesu beatyfikacyjnego Romualda Traugutta. Z pomysłem tym wystąpił ks. Józef Jarzębowski, biograf Traugutta. Pomysł popierał także kardynał Stefan Wyszyński. Obecnie tą kwestią zajmuje się ojciec Władysław Kluz, autor książki pt. Dyktator Romuald Traugutt wydanej w 1982 r.

## Upamiętnienie
Symbolicznie został upamiętniony na grobie swoich córek Alojzy i Anny Korwin-Juszkiewiczowej na Cmentarzu Powązkowskim w Warszawie.
Imię Romualda Traugutta nosi wiele ulic w polskich miejscowościach, jest patronem drużyn harcerskich i szkół, m.in.:
- Szkoły Podstawowej nr 6 w Lublinie,
- Szkoły Podstawowej nr 5 w Toruniu,
- Szkoła Podstawowa nr 5 w Poznaniu,
- Liceum Ogólnokształcącego w Lipnie,
- II Liceum Ogólnokształcącego w Częstochowie,
- V Liceum Ogólnokształcącego w Radomiu,
- Liceum Ogólnokształcącego w Siedliszczu,
- XLV Liceum Ogólnokształcącego w Warszawie.
- Dwa statki Polskich Linii Oceanicznych nosiły nazwy: „Romuald Traugutt” (1955-1964)[22] i Traugutt”: (1964-1980)[23].
- 3. Pomorska Dywizja Zmechanizowana[24]
- 8 Dywizja Piechoty Armii Krajowej
- 83 Pułk Strzelców Poleskich
- Centrum Szkolenia Sił Powietrznych

W miejscu, w którym mieszkał i został aresztowany w Warszawie, w 1963 odsłonięto głaz pamiątkowy z wykutym napisem.
W domniemanym miejscu egzekucji Traugutta znajduje się pamiątkowy krzyż, a w X Pawilonie Cytadeli Warszawskiej znajduje się zrekonstruowana cela, w której był osadzony.
W 1928 roku w Świsłoczy w powiecie wołkowyskim odsłonięto pomnik Romualda Traugutta, a w 1929 roku w Ciechocinku.
Wizerunek Traugutta widniał na okolicznościowej monecie dziesięciozłotowej wprowadzonej do obiegu w 1933 r. i będącej w obiegu do 1939 r. i na banknocie o nominale 20. zł, będącym w obiegu w latach 1982–1994.
11 listopada 1938 roku Poczta Polska z okazji 20. rocznicy odzyskania przez Polskę niepodległości wydała serię składającą się z 13. znaczków. Znaczek o wartości 2. zł (numer katalogowy 321) poświęcony został Romualdowi Trauguttowi. Wizerunek Traugutta widniał też na znaczku z 1944 r. o wartości 25 groszy. Znaczek ten ze zmienionym na 5 złotych nominałem został następnie wykorzystany do wydania przedrukowego z 1945 r. W 1963 roku, z okazji stulecia wybuchu powstania styczniowego, Poczta Polska wydała znaczek pocztowy o nominale 60 groszy z wizerunkiem Romualda Traugutta.
28 listopada 1981 roku odznaczony został Gwiazdą Wytrwałości.
Krzewieniem pamięci o nim i o powstaniu styczniowym zajmował się jego prawnuk, pułkownik Andrzej Juszkiewicz (1923-2009).
Uchwałą Sejmu RP IX kadencji z 28 lipca 2023 zdecydowano o ustanowieniu roku 2024 „Rokiem Romualda Traugutta”. 
W 2024 roku Narodowy Bank Polski z okazji 160. rocznicy śmierci Traugutta wyemitował dwie upamiętniające go monety kolekcjonerskie: srebrną o nominale 10 złotych oraz złotą o nominale 200 złotych.